# Zederhaus
Zederhaus è un comune austriaco di 1 184 abitanti nel distretto di Tamsweg, nel Salisburghese.